# Ländrygg

Ländryggen markerad i rosa.

Ländryggen är den del av människans rygg som sitter längst ner. 
Ländryggen består anatomiskt av 5 kotor men kan hos vissa ha 4 eller 6 kotor, detta faller inom normalvariation inom smärtfri befolkning. 
Ländryggsbesvär brukar definieras som smärta/obehag mellan nedre revben och glutealvecket. De flesta besvär med ländryggen läker ut av sig själv inom 4-6 veckor och har en mycket god prognos.  